# 靖宇东路
靖宇東路是中華人民共和國上海市楊浦區一條東西走向道路，道路西起營口路，東至延吉東路，道路全長1040米，寬15.2米，道路始建於1954年，路名來自於吉林省白山市靖宇縣。